# Vagoneta

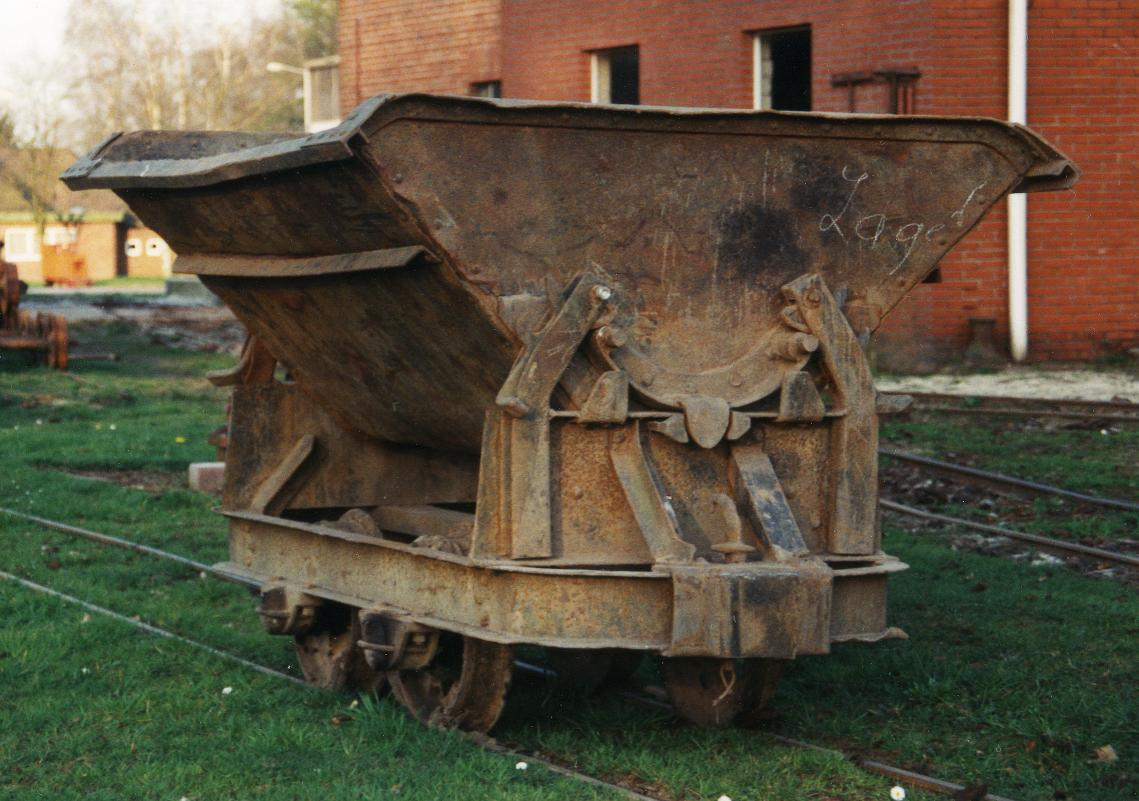
Uma vagoneta.

Vagoneta (do francês: vagonette, diminutivo de vagon; em português, vagoneta), conhecida popularmente por carrinho de mina, é um veículo de transporte de ouro, prata, carvão, pedra, etc dentro de uma mina.
A vagoneta é uma ferramenta de transporte para movimentação de minério e materiais no processo de mineração. Carrinhos de mina não são mais usados em operações modernas. Em forma de grandes baldes retangulares, carrinhos de mina são postos sobre trilhos de metal, de maneira a ficarem muito mais leve que o seu conteúdo, para que possam ser empurrados ou puxados (por homens, animais ou motores). Em todo o mundo, existem diferentes títulos para tais carros. Na África do Sul, por exemplo, vagonetas são referidas como "cocopan".